# Djado Blago
Stojan Stojkow Russew (auch Stoyan Stoykov Rusev geschrieben, bulgarisch Стоян Стойков Русев), bekannt unter seinem Pseudonym Djado Blago (auch Dyado Blago geschrieben, bulgarisch Дядо Благо; * 2. Februar 1864 in Saborna, Osmanisches Reich; † 16. Januar 1938 in Sofia, Bulgarien) war ein bulgarischer Dichter, Lehrer, Mitbegründer des Bundes der bulgarischen Schriftsteller und Kinderbuchautor.

## Leben
Stojan Stojkow Russew wurde am 2. Februar 1864 im Saborna (heute Sabernowo bei Malko Tarnowo) geboren. Er besuchte zunächst die Klosterschule in seinem Dorf und danach das Progymnasium in Burgas und das Gymnasium in Sliwen. In den nächsten 53 Jahren war er als Lehrer in mehreren Dörfern der Gemeinde Burgas, in der Stadt Burgas sowie in der bulgarischen Hauptstadt Sofia tätig.
1889 gab Stojan Stojkow Russew in Burgas mit Swesda (bulg. Звезда, zu dt. Stern) seine erste und letzte Gedichtsammlung für Erwachsene heraus. 1896 übersetzte er als Erster die Märchen der Gebrüder Grimm ins Bulgarische. Er arbeitete als Autor bei den Zeitschriften Gradinka (1894–1897) und Rosna Kitka (1905–1907) sowie bei der Zeitung Slawejtsche (1906–1910). Seit 1906 unterschrieb Russew seine Werke mit dem Pseudonym Djado Blago. 1913 war er unter den Begründern des Bundes der bulgarischen Schriftsteller. 1926 gab er in Burgas mit Dora Gabe eine Sammlung mit Kinderrätseln Rätsel aus.
1928 zog er von Burgas nach Sofia, wo er den Bund der bulgarischen Kinderschriftsteller mitbegründete. 1933 gab er die Beilage Semedeltsche (zu dt. Bauernkinder) der Zeitung Semedelsko sname heraus. 1930 wurde seine Sammlung mit Rätseln, Märchen, Sprichwörtern und Fabeln „Кръгосветче“ publiziert. Ein Jahr später gab er die Kinderzeitschrift Rosna Kapka (bulg. Росна капка) heraus.
Djado Blago verstarb am 16. Januar 1938 in Sofia.